# G.O.D. Pt. III
G.O.D. Pt. III - singel amerykańskiego zespołu hip-hopowego Mobb Deep. Utwór pochodzi z albumu Hell on Earth z roku 1996. Do singla powstał teledysk. Akcja klipu ma miejsce w operze pod nazwą "Opera House".
Singiel ten znajduje się także na kompilacji Life of the Infamous: The Best of Mobb Deep z roku 2006.

## Lista utworów
Side A
1. "G.O.D. Pt. III" (Clean Version)
2. "G.O.D. Pt. III" (Instrumental)

Side B
1. "G.O.D. Pt. III" (Dirty Version)
2. "G.O.D. Pt. III" (Acappella)

## Notowania
| Notowania (1997)                             | Najwyższa pozycja |
| -------------------------------------------- | ----------------- |
| Billboard Hot R&B Singles                    | 64                |
| Billboard Hot Rap Tracks                     | 18                |
| Billboard Hot Dance Music/Maxi-Singles Sales | 8                 |